# Матч за звание чемпиона мира по шахматам 1966
Матч на первенство мира по шахматам между чемпионом мира 37-летним Тиграном Петросяном и победителем соревнования претендентов 29-летним Борисом Спасским проходил с 11 апреля по 9 июня 1966 года в Москве.
Регламент матча: 24 партии на большинство, при счёте 12:12 чемпион сохраняет звание. Главный арбитр — Альберик О’Келли (Бельгия).
Первые 6 партий закончились вничью, 7-ю партию выиграл чёрными Петросян, в 10-й партии он победил белыми. Спасский впервые смог выиграть только в 13-й партии белыми. После этого последовали 5 ничьих подряд, а в 19-й партии Спасский белыми сравнял счёт. Однако Петросян выиграл белыми 20-ю и 22-ю партии, после чего стало ясно, что Петросян сохраняет титул (он вёл 12:10). Но шахматисты решили сыграть оставшиеся две партии, одну из которых выиграл Спасский.
Выиграв со счётом 12½:11½ (+4 −3 =17), Петросян сохранил звание чемпиона. Впервые после 1934 года чемпиону удалось выиграть матч у претендента (в этот период либо побеждал претендент, либо матч заканчивался вничью). Через три года Петросян и Спасский вновь встретились в матче за звание чемпиона мира.

## Таблица матча
| № | Участники       | 1 | 2 | 3 | 4 | 5 | 6 | 7 | 8 | 9 | 10 | 11 | 12 | 13 | 14 | 15 | 16 | 17 | 18 | 19 | 20 | 21 | 22 | 23 | 24 | Очки |
| - | --------------- | - | - | - | - | - | - | - | - | - | -- | -- | -- | -- | -- | -- | -- | -- | -- | -- | -- | -- | -- | -- | -- | ---- |
| 1 | Тигран Петросян | ½ | ½ | ½ | ½ | ½ | ½ | 1 | ½ | ½ | 1  | ½  | ½  | 0  | ½  | ½  | ½  | ½  | ½  | 0  | 1  | ½  | 1  | 0  | ½  | 12½  |
| 2 | Борис Спасский  | ½ | ½ | ½ | ½ | ½ | ½ | 0 | ½ | ½ | 0  | ½  | ½  | 1  | ½  | ½  | ½  | ½  | ½  | 1  | 0  | ½  | 0  | 1  | ½  | 11½  |

## Примечательные партии

### Спасский — Петросян
|   | a | b | c | d | e | f | g | h |   |
| - | --- | --- | --- | --- | --- | --- | --- | --- | - |
| 8 | c8 чёрный король · f8 чёрный слон · g8 чёрная ладья · b7 чёрный слон · c7 чёрный ферзь · d7 чёрный конь · f7 чёрная пешка · a6 чёрная пешка · e6 чёрная пешка · a5 белая пешка · b5 чёрная пешка · d5 чёрная пешка · e5 белая пешка · h5 чёрная пешка · b4 белая пешка · c4 чёрная пешка · f4 белый слон · g4 чёрная ладья · h4 чёрная пешка · c3 белая пешка · e3 белая пешка · d2 белый ферзь · e2 белый слон · f2 белая пешка · g2 белая пешка · h2 белый конь · d1 белая ладья · g1 белая ладья · h1 белый король | c8 чёрный король · f8 чёрный слон · g8 чёрная ладья · b7 чёрный слон · c7 чёрный ферзь · d7 чёрный конь · f7 чёрная пешка · a6 чёрная пешка · e6 чёрная пешка · a5 белая пешка · b5 чёрная пешка · d5 чёрная пешка · e5 белая пешка · h5 чёрная пешка · b4 белая пешка · c4 чёрная пешка · f4 белый слон · g4 чёрная ладья · h4 чёрная пешка · c3 белая пешка · e3 белая пешка · d2 белый ферзь · e2 белый слон · f2 белая пешка · g2 белая пешка · h2 белый конь · d1 белая ладья · g1 белая ладья · h1 белый король | c8 чёрный король · f8 чёрный слон · g8 чёрная ладья · b7 чёрный слон · c7 чёрный ферзь · d7 чёрный конь · f7 чёрная пешка · a6 чёрная пешка · e6 чёрная пешка · a5 белая пешка · b5 чёрная пешка · d5 чёрная пешка · e5 белая пешка · h5 чёрная пешка · b4 белая пешка · c4 чёрная пешка · f4 белый слон · g4 чёрная ладья · h4 чёрная пешка · c3 белая пешка · e3 белая пешка · d2 белый ферзь · e2 белый слон · f2 белая пешка · g2 белая пешка · h2 белый конь · d1 белая ладья · g1 белая ладья · h1 белый король | c8 чёрный король · f8 чёрный слон · g8 чёрная ладья · b7 чёрный слон · c7 чёрный ферзь · d7 чёрный конь · f7 чёрная пешка · a6 чёрная пешка · e6 чёрная пешка · a5 белая пешка · b5 чёрная пешка · d5 чёрная пешка · e5 белая пешка · h5 чёрная пешка · b4 белая пешка · c4 чёрная пешка · f4 белый слон · g4 чёрная ладья · h4 чёрная пешка · c3 белая пешка · e3 белая пешка · d2 белый ферзь · e2 белый слон · f2 белая пешка · g2 белая пешка · h2 белый конь · d1 белая ладья · g1 белая ладья · h1 белый король | c8 чёрный король · f8 чёрный слон · g8 чёрная ладья · b7 чёрный слон · c7 чёрный ферзь · d7 чёрный конь · f7 чёрная пешка · a6 чёрная пешка · e6 чёрная пешка · a5 белая пешка · b5 чёрная пешка · d5 чёрная пешка · e5 белая пешка · h5 чёрная пешка · b4 белая пешка · c4 чёрная пешка · f4 белый слон · g4 чёрная ладья · h4 чёрная пешка · c3 белая пешка · e3 белая пешка · d2 белый ферзь · e2 белый слон · f2 белая пешка · g2 белая пешка · h2 белый конь · d1 белая ладья · g1 белая ладья · h1 белый король | c8 чёрный король · f8 чёрный слон · g8 чёрная ладья · b7 чёрный слон · c7 чёрный ферзь · d7 чёрный конь · f7 чёрная пешка · a6 чёрная пешка · e6 чёрная пешка · a5 белая пешка · b5 чёрная пешка · d5 чёрная пешка · e5 белая пешка · h5 чёрная пешка · b4 белая пешка · c4 чёрная пешка · f4 белый слон · g4 чёрная ладья · h4 чёрная пешка · c3 белая пешка · e3 белая пешка · d2 белый ферзь · e2 белый слон · f2 белая пешка · g2 белая пешка · h2 белый конь · d1 белая ладья · g1 белая ладья · h1 белый король | c8 чёрный король · f8 чёрный слон · g8 чёрная ладья · b7 чёрный слон · c7 чёрный ферзь · d7 чёрный конь · f7 чёрная пешка · a6 чёрная пешка · e6 чёрная пешка · a5 белая пешка · b5 чёрная пешка · d5 чёрная пешка · e5 белая пешка · h5 чёрная пешка · b4 белая пешка · c4 чёрная пешка · f4 белый слон · g4 чёрная ладья · h4 чёрная пешка · c3 белая пешка · e3 белая пешка · d2 белый ферзь · e2 белый слон · f2 белая пешка · g2 белая пешка · h2 белый конь · d1 белая ладья · g1 белая ладья · h1 белый король | c8 чёрный король · f8 чёрный слон · g8 чёрная ладья · b7 чёрный слон · c7 чёрный ферзь · d7 чёрный конь · f7 чёрная пешка · a6 чёрная пешка · e6 чёрная пешка · a5 белая пешка · b5 чёрная пешка · d5 чёрная пешка · e5 белая пешка · h5 чёрная пешка · b4 белая пешка · c4 чёрная пешка · f4 белый слон · g4 чёрная ладья · h4 чёрная пешка · c3 белая пешка · e3 белая пешка · d2 белый ферзь · e2 белый слон · f2 белая пешка · g2 белая пешка · h2 белый конь · d1 белая ладья · g1 белая ладья · h1 белый король | 8 |
| 7 | c8 чёрный король · f8 чёрный слон · g8 чёрная ладья · b7 чёрный слон · c7 чёрный ферзь · d7 чёрный конь · f7 чёрная пешка · a6 чёрная пешка · e6 чёрная пешка · a5 белая пешка · b5 чёрная пешка · d5 чёрная пешка · e5 белая пешка · h5 чёрная пешка · b4 белая пешка · c4 чёрная пешка · f4 белый слон · g4 чёрная ладья · h4 чёрная пешка · c3 белая пешка · e3 белая пешка · d2 белый ферзь · e2 белый слон · f2 белая пешка · g2 белая пешка · h2 белый конь · d1 белая ладья · g1 белая ладья · h1 белый король | c8 чёрный король · f8 чёрный слон · g8 чёрная ладья · b7 чёрный слон · c7 чёрный ферзь · d7 чёрный конь · f7 чёрная пешка · a6 чёрная пешка · e6 чёрная пешка · a5 белая пешка · b5 чёрная пешка · d5 чёрная пешка · e5 белая пешка · h5 чёрная пешка · b4 белая пешка · c4 чёрная пешка · f4 белый слон · g4 чёрная ладья · h4 чёрная пешка · c3 белая пешка · e3 белая пешка · d2 белый ферзь · e2 белый слон · f2 белая пешка · g2 белая пешка · h2 белый конь · d1 белая ладья · g1 белая ладья · h1 белый король | c8 чёрный король · f8 чёрный слон · g8 чёрная ладья · b7 чёрный слон · c7 чёрный ферзь · d7 чёрный конь · f7 чёрная пешка · a6 чёрная пешка · e6 чёрная пешка · a5 белая пешка · b5 чёрная пешка · d5 чёрная пешка · e5 белая пешка · h5 чёрная пешка · b4 белая пешка · c4 чёрная пешка · f4 белый слон · g4 чёрная ладья · h4 чёрная пешка · c3 белая пешка · e3 белая пешка · d2 белый ферзь · e2 белый слон · f2 белая пешка · g2 белая пешка · h2 белый конь · d1 белая ладья · g1 белая ладья · h1 белый король | c8 чёрный король · f8 чёрный слон · g8 чёрная ладья · b7 чёрный слон · c7 чёрный ферзь · d7 чёрный конь · f7 чёрная пешка · a6 чёрная пешка · e6 чёрная пешка · a5 белая пешка · b5 чёрная пешка · d5 чёрная пешка · e5 белая пешка · h5 чёрная пешка · b4 белая пешка · c4 чёрная пешка · f4 белый слон · g4 чёрная ладья · h4 чёрная пешка · c3 белая пешка · e3 белая пешка · d2 белый ферзь · e2 белый слон · f2 белая пешка · g2 белая пешка · h2 белый конь · d1 белая ладья · g1 белая ладья · h1 белый король | c8 чёрный король · f8 чёрный слон · g8 чёрная ладья · b7 чёрный слон · c7 чёрный ферзь · d7 чёрный конь · f7 чёрная пешка · a6 чёрная пешка · e6 чёрная пешка · a5 белая пешка · b5 чёрная пешка · d5 чёрная пешка · e5 белая пешка · h5 чёрная пешка · b4 белая пешка · c4 чёрная пешка · f4 белый слон · g4 чёрная ладья · h4 чёрная пешка · c3 белая пешка · e3 белая пешка · d2 белый ферзь · e2 белый слон · f2 белая пешка · g2 белая пешка · h2 белый конь · d1 белая ладья · g1 белая ладья · h1 белый король | c8 чёрный король · f8 чёрный слон · g8 чёрная ладья · b7 чёрный слон · c7 чёрный ферзь · d7 чёрный конь · f7 чёрная пешка · a6 чёрная пешка · e6 чёрная пешка · a5 белая пешка · b5 чёрная пешка · d5 чёрная пешка · e5 белая пешка · h5 чёрная пешка · b4 белая пешка · c4 чёрная пешка · f4 белый слон · g4 чёрная ладья · h4 чёрная пешка · c3 белая пешка · e3 белая пешка · d2 белый ферзь · e2 белый слон · f2 белая пешка · g2 белая пешка · h2 белый конь · d1 белая ладья · g1 белая ладья · h1 белый король | c8 чёрный король · f8 чёрный слон · g8 чёрная ладья · b7 чёрный слон · c7 чёрный ферзь · d7 чёрный конь · f7 чёрная пешка · a6 чёрная пешка · e6 чёрная пешка · a5 белая пешка · b5 чёрная пешка · d5 чёрная пешка · e5 белая пешка · h5 чёрная пешка · b4 белая пешка · c4 чёрная пешка · f4 белый слон · g4 чёрная ладья · h4 чёрная пешка · c3 белая пешка · e3 белая пешка · d2 белый ферзь · e2 белый слон · f2 белая пешка · g2 белая пешка · h2 белый конь · d1 белая ладья · g1 белая ладья · h1 белый король | c8 чёрный король · f8 чёрный слон · g8 чёрная ладья · b7 чёрный слон · c7 чёрный ферзь · d7 чёрный конь · f7 чёрная пешка · a6 чёрная пешка · e6 чёрная пешка · a5 белая пешка · b5 чёрная пешка · d5 чёрная пешка · e5 белая пешка · h5 чёрная пешка · b4 белая пешка · c4 чёрная пешка · f4 белый слон · g4 чёрная ладья · h4 чёрная пешка · c3 белая пешка · e3 белая пешка · d2 белый ферзь · e2 белый слон · f2 белая пешка · g2 белая пешка · h2 белый конь · d1 белая ладья · g1 белая ладья · h1 белый король | 7 |
| 6 | c8 чёрный король · f8 чёрный слон · g8 чёрная ладья · b7 чёрный слон · c7 чёрный ферзь · d7 чёрный конь · f7 чёрная пешка · a6 чёрная пешка · e6 чёрная пешка · a5 белая пешка · b5 чёрная пешка · d5 чёрная пешка · e5 белая пешка · h5 чёрная пешка · b4 белая пешка · c4 чёрная пешка · f4 белый слон · g4 чёрная ладья · h4 чёрная пешка · c3 белая пешка · e3 белая пешка · d2 белый ферзь · e2 белый слон · f2 белая пешка · g2 белая пешка · h2 белый конь · d1 белая ладья · g1 белая ладья · h1 белый король | c8 чёрный король · f8 чёрный слон · g8 чёрная ладья · b7 чёрный слон · c7 чёрный ферзь · d7 чёрный конь · f7 чёрная пешка · a6 чёрная пешка · e6 чёрная пешка · a5 белая пешка · b5 чёрная пешка · d5 чёрная пешка · e5 белая пешка · h5 чёрная пешка · b4 белая пешка · c4 чёрная пешка · f4 белый слон · g4 чёрная ладья · h4 чёрная пешка · c3 белая пешка · e3 белая пешка · d2 белый ферзь · e2 белый слон · f2 белая пешка · g2 белая пешка · h2 белый конь · d1 белая ладья · g1 белая ладья · h1 белый король | c8 чёрный король · f8 чёрный слон · g8 чёрная ладья · b7 чёрный слон · c7 чёрный ферзь · d7 чёрный конь · f7 чёрная пешка · a6 чёрная пешка · e6 чёрная пешка · a5 белая пешка · b5 чёрная пешка · d5 чёрная пешка · e5 белая пешка · h5 чёрная пешка · b4 белая пешка · c4 чёрная пешка · f4 белый слон · g4 чёрная ладья · h4 чёрная пешка · c3 белая пешка · e3 белая пешка · d2 белый ферзь · e2 белый слон · f2 белая пешка · g2 белая пешка · h2 белый конь · d1 белая ладья · g1 белая ладья · h1 белый король | c8 чёрный король · f8 чёрный слон · g8 чёрная ладья · b7 чёрный слон · c7 чёрный ферзь · d7 чёрный конь · f7 чёрная пешка · a6 чёрная пешка · e6 чёрная пешка · a5 белая пешка · b5 чёрная пешка · d5 чёрная пешка · e5 белая пешка · h5 чёрная пешка · b4 белая пешка · c4 чёрная пешка · f4 белый слон · g4 чёрная ладья · h4 чёрная пешка · c3 белая пешка · e3 белая пешка · d2 белый ферзь · e2 белый слон · f2 белая пешка · g2 белая пешка · h2 белый конь · d1 белая ладья · g1 белая ладья · h1 белый король | c8 чёрный король · f8 чёрный слон · g8 чёрная ладья · b7 чёрный слон · c7 чёрный ферзь · d7 чёрный конь · f7 чёрная пешка · a6 чёрная пешка · e6 чёрная пешка · a5 белая пешка · b5 чёрная пешка · d5 чёрная пешка · e5 белая пешка · h5 чёрная пешка · b4 белая пешка · c4 чёрная пешка · f4 белый слон · g4 чёрная ладья · h4 чёрная пешка · c3 белая пешка · e3 белая пешка · d2 белый ферзь · e2 белый слон · f2 белая пешка · g2 белая пешка · h2 белый конь · d1 белая ладья · g1 белая ладья · h1 белый король | c8 чёрный король · f8 чёрный слон · g8 чёрная ладья · b7 чёрный слон · c7 чёрный ферзь · d7 чёрный конь · f7 чёрная пешка · a6 чёрная пешка · e6 чёрная пешка · a5 белая пешка · b5 чёрная пешка · d5 чёрная пешка · e5 белая пешка · h5 чёрная пешка · b4 белая пешка · c4 чёрная пешка · f4 белый слон · g4 чёрная ладья · h4 чёрная пешка · c3 белая пешка · e3 белая пешка · d2 белый ферзь · e2 белый слон · f2 белая пешка · g2 белая пешка · h2 белый конь · d1 белая ладья · g1 белая ладья · h1 белый король | c8 чёрный король · f8 чёрный слон · g8 чёрная ладья · b7 чёрный слон · c7 чёрный ферзь · d7 чёрный конь · f7 чёрная пешка · a6 чёрная пешка · e6 чёрная пешка · a5 белая пешка · b5 чёрная пешка · d5 чёрная пешка · e5 белая пешка · h5 чёрная пешка · b4 белая пешка · c4 чёрная пешка · f4 белый слон · g4 чёрная ладья · h4 чёрная пешка · c3 белая пешка · e3 белая пешка · d2 белый ферзь · e2 белый слон · f2 белая пешка · g2 белая пешка · h2 белый конь · d1 белая ладья · g1 белая ладья · h1 белый король | c8 чёрный король · f8 чёрный слон · g8 чёрная ладья · b7 чёрный слон · c7 чёрный ферзь · d7 чёрный конь · f7 чёрная пешка · a6 чёрная пешка · e6 чёрная пешка · a5 белая пешка · b5 чёрная пешка · d5 чёрная пешка · e5 белая пешка · h5 чёрная пешка · b4 белая пешка · c4 чёрная пешка · f4 белый слон · g4 чёрная ладья · h4 чёрная пешка · c3 белая пешка · e3 белая пешка · d2 белый ферзь · e2 белый слон · f2 белая пешка · g2 белая пешка · h2 белый конь · d1 белая ладья · g1 белая ладья · h1 белый король | 6 |
| 5 | c8 чёрный король · f8 чёрный слон · g8 чёрная ладья · b7 чёрный слон · c7 чёрный ферзь · d7 чёрный конь · f7 чёрная пешка · a6 чёрная пешка · e6 чёрная пешка · a5 белая пешка · b5 чёрная пешка · d5 чёрная пешка · e5 белая пешка · h5 чёрная пешка · b4 белая пешка · c4 чёрная пешка · f4 белый слон · g4 чёрная ладья · h4 чёрная пешка · c3 белая пешка · e3 белая пешка · d2 белый ферзь · e2 белый слон · f2 белая пешка · g2 белая пешка · h2 белый конь · d1 белая ладья · g1 белая ладья · h1 белый король | c8 чёрный король · f8 чёрный слон · g8 чёрная ладья · b7 чёрный слон · c7 чёрный ферзь · d7 чёрный конь · f7 чёрная пешка · a6 чёрная пешка · e6 чёрная пешка · a5 белая пешка · b5 чёрная пешка · d5 чёрная пешка · e5 белая пешка · h5 чёрная пешка · b4 белая пешка · c4 чёрная пешка · f4 белый слон · g4 чёрная ладья · h4 чёрная пешка · c3 белая пешка · e3 белая пешка · d2 белый ферзь · e2 белый слон · f2 белая пешка · g2 белая пешка · h2 белый конь · d1 белая ладья · g1 белая ладья · h1 белый король | c8 чёрный король · f8 чёрный слон · g8 чёрная ладья · b7 чёрный слон · c7 чёрный ферзь · d7 чёрный конь · f7 чёрная пешка · a6 чёрная пешка · e6 чёрная пешка · a5 белая пешка · b5 чёрная пешка · d5 чёрная пешка · e5 белая пешка · h5 чёрная пешка · b4 белая пешка · c4 чёрная пешка · f4 белый слон · g4 чёрная ладья · h4 чёрная пешка · c3 белая пешка · e3 белая пешка · d2 белый ферзь · e2 белый слон · f2 белая пешка · g2 белая пешка · h2 белый конь · d1 белая ладья · g1 белая ладья · h1 белый король | c8 чёрный король · f8 чёрный слон · g8 чёрная ладья · b7 чёрный слон · c7 чёрный ферзь · d7 чёрный конь · f7 чёрная пешка · a6 чёрная пешка · e6 чёрная пешка · a5 белая пешка · b5 чёрная пешка · d5 чёрная пешка · e5 белая пешка · h5 чёрная пешка · b4 белая пешка · c4 чёрная пешка · f4 белый слон · g4 чёрная ладья · h4 чёрная пешка · c3 белая пешка · e3 белая пешка · d2 белый ферзь · e2 белый слон · f2 белая пешка · g2 белая пешка · h2 белый конь · d1 белая ладья · g1 белая ладья · h1 белый король | c8 чёрный король · f8 чёрный слон · g8 чёрная ладья · b7 чёрный слон · c7 чёрный ферзь · d7 чёрный конь · f7 чёрная пешка · a6 чёрная пешка · e6 чёрная пешка · a5 белая пешка · b5 чёрная пешка · d5 чёрная пешка · e5 белая пешка · h5 чёрная пешка · b4 белая пешка · c4 чёрная пешка · f4 белый слон · g4 чёрная ладья · h4 чёрная пешка · c3 белая пешка · e3 белая пешка · d2 белый ферзь · e2 белый слон · f2 белая пешка · g2 белая пешка · h2 белый конь · d1 белая ладья · g1 белая ладья · h1 белый король | c8 чёрный король · f8 чёрный слон · g8 чёрная ладья · b7 чёрный слон · c7 чёрный ферзь · d7 чёрный конь · f7 чёрная пешка · a6 чёрная пешка · e6 чёрная пешка · a5 белая пешка · b5 чёрная пешка · d5 чёрная пешка · e5 белая пешка · h5 чёрная пешка · b4 белая пешка · c4 чёрная пешка · f4 белый слон · g4 чёрная ладья · h4 чёрная пешка · c3 белая пешка · e3 белая пешка · d2 белый ферзь · e2 белый слон · f2 белая пешка · g2 белая пешка · h2 белый конь · d1 белая ладья · g1 белая ладья · h1 белый король | c8 чёрный король · f8 чёрный слон · g8 чёрная ладья · b7 чёрный слон · c7 чёрный ферзь · d7 чёрный конь · f7 чёрная пешка · a6 чёрная пешка · e6 чёрная пешка · a5 белая пешка · b5 чёрная пешка · d5 чёрная пешка · e5 белая пешка · h5 чёрная пешка · b4 белая пешка · c4 чёрная пешка · f4 белый слон · g4 чёрная ладья · h4 чёрная пешка · c3 белая пешка · e3 белая пешка · d2 белый ферзь · e2 белый слон · f2 белая пешка · g2 белая пешка · h2 белый конь · d1 белая ладья · g1 белая ладья · h1 белый король | c8 чёрный король · f8 чёрный слон · g8 чёрная ладья · b7 чёрный слон · c7 чёрный ферзь · d7 чёрный конь · f7 чёрная пешка · a6 чёрная пешка · e6 чёрная пешка · a5 белая пешка · b5 чёрная пешка · d5 чёрная пешка · e5 белая пешка · h5 чёрная пешка · b4 белая пешка · c4 чёрная пешка · f4 белый слон · g4 чёрная ладья · h4 чёрная пешка · c3 белая пешка · e3 белая пешка · d2 белый ферзь · e2 белый слон · f2 белая пешка · g2 белая пешка · h2 белый конь · d1 белая ладья · g1 белая ладья · h1 белый король | 5 |
| 4 | c8 чёрный король · f8 чёрный слон · g8 чёрная ладья · b7 чёрный слон · c7 чёрный ферзь · d7 чёрный конь · f7 чёрная пешка · a6 чёрная пешка · e6 чёрная пешка · a5 белая пешка · b5 чёрная пешка · d5 чёрная пешка · e5 белая пешка · h5 чёрная пешка · b4 белая пешка · c4 чёрная пешка · f4 белый слон · g4 чёрная ладья · h4 чёрная пешка · c3 белая пешка · e3 белая пешка · d2 белый ферзь · e2 белый слон · f2 белая пешка · g2 белая пешка · h2 белый конь · d1 белая ладья · g1 белая ладья · h1 белый король | c8 чёрный король · f8 чёрный слон · g8 чёрная ладья · b7 чёрный слон · c7 чёрный ферзь · d7 чёрный конь · f7 чёрная пешка · a6 чёрная пешка · e6 чёрная пешка · a5 белая пешка · b5 чёрная пешка · d5 чёрная пешка · e5 белая пешка · h5 чёрная пешка · b4 белая пешка · c4 чёрная пешка · f4 белый слон · g4 чёрная ладья · h4 чёрная пешка · c3 белая пешка · e3 белая пешка · d2 белый ферзь · e2 белый слон · f2 белая пешка · g2 белая пешка · h2 белый конь · d1 белая ладья · g1 белая ладья · h1 белый король | c8 чёрный король · f8 чёрный слон · g8 чёрная ладья · b7 чёрный слон · c7 чёрный ферзь · d7 чёрный конь · f7 чёрная пешка · a6 чёрная пешка · e6 чёрная пешка · a5 белая пешка · b5 чёрная пешка · d5 чёрная пешка · e5 белая пешка · h5 чёрная пешка · b4 белая пешка · c4 чёрная пешка · f4 белый слон · g4 чёрная ладья · h4 чёрная пешка · c3 белая пешка · e3 белая пешка · d2 белый ферзь · e2 белый слон · f2 белая пешка · g2 белая пешка · h2 белый конь · d1 белая ладья · g1 белая ладья · h1 белый король | c8 чёрный король · f8 чёрный слон · g8 чёрная ладья · b7 чёрный слон · c7 чёрный ферзь · d7 чёрный конь · f7 чёрная пешка · a6 чёрная пешка · e6 чёрная пешка · a5 белая пешка · b5 чёрная пешка · d5 чёрная пешка · e5 белая пешка · h5 чёрная пешка · b4 белая пешка · c4 чёрная пешка · f4 белый слон · g4 чёрная ладья · h4 чёрная пешка · c3 белая пешка · e3 белая пешка · d2 белый ферзь · e2 белый слон · f2 белая пешка · g2 белая пешка · h2 белый конь · d1 белая ладья · g1 белая ладья · h1 белый король | c8 чёрный король · f8 чёрный слон · g8 чёрная ладья · b7 чёрный слон · c7 чёрный ферзь · d7 чёрный конь · f7 чёрная пешка · a6 чёрная пешка · e6 чёрная пешка · a5 белая пешка · b5 чёрная пешка · d5 чёрная пешка · e5 белая пешка · h5 чёрная пешка · b4 белая пешка · c4 чёрная пешка · f4 белый слон · g4 чёрная ладья · h4 чёрная пешка · c3 белая пешка · e3 белая пешка · d2 белый ферзь · e2 белый слон · f2 белая пешка · g2 белая пешка · h2 белый конь · d1 белая ладья · g1 белая ладья · h1 белый король | c8 чёрный король · f8 чёрный слон · g8 чёрная ладья · b7 чёрный слон · c7 чёрный ферзь · d7 чёрный конь · f7 чёрная пешка · a6 чёрная пешка · e6 чёрная пешка · a5 белая пешка · b5 чёрная пешка · d5 чёрная пешка · e5 белая пешка · h5 чёрная пешка · b4 белая пешка · c4 чёрная пешка · f4 белый слон · g4 чёрная ладья · h4 чёрная пешка · c3 белая пешка · e3 белая пешка · d2 белый ферзь · e2 белый слон · f2 белая пешка · g2 белая пешка · h2 белый конь · d1 белая ладья · g1 белая ладья · h1 белый король | c8 чёрный король · f8 чёрный слон · g8 чёрная ладья · b7 чёрный слон · c7 чёрный ферзь · d7 чёрный конь · f7 чёрная пешка · a6 чёрная пешка · e6 чёрная пешка · a5 белая пешка · b5 чёрная пешка · d5 чёрная пешка · e5 белая пешка · h5 чёрная пешка · b4 белая пешка · c4 чёрная пешка · f4 белый слон · g4 чёрная ладья · h4 чёрная пешка · c3 белая пешка · e3 белая пешка · d2 белый ферзь · e2 белый слон · f2 белая пешка · g2 белая пешка · h2 белый конь · d1 белая ладья · g1 белая ладья · h1 белый король | c8 чёрный король · f8 чёрный слон · g8 чёрная ладья · b7 чёрный слон · c7 чёрный ферзь · d7 чёрный конь · f7 чёрная пешка · a6 чёрная пешка · e6 чёрная пешка · a5 белая пешка · b5 чёрная пешка · d5 чёрная пешка · e5 белая пешка · h5 чёрная пешка · b4 белая пешка · c4 чёрная пешка · f4 белый слон · g4 чёрная ладья · h4 чёрная пешка · c3 белая пешка · e3 белая пешка · d2 белый ферзь · e2 белый слон · f2 белая пешка · g2 белая пешка · h2 белый конь · d1 белая ладья · g1 белая ладья · h1 белый король | 4 |
| 3 | c8 чёрный король · f8 чёрный слон · g8 чёрная ладья · b7 чёрный слон · c7 чёрный ферзь · d7 чёрный конь · f7 чёрная пешка · a6 чёрная пешка · e6 чёрная пешка · a5 белая пешка · b5 чёрная пешка · d5 чёрная пешка · e5 белая пешка · h5 чёрная пешка · b4 белая пешка · c4 чёрная пешка · f4 белый слон · g4 чёрная ладья · h4 чёрная пешка · c3 белая пешка · e3 белая пешка · d2 белый ферзь · e2 белый слон · f2 белая пешка · g2 белая пешка · h2 белый конь · d1 белая ладья · g1 белая ладья · h1 белый король | c8 чёрный король · f8 чёрный слон · g8 чёрная ладья · b7 чёрный слон · c7 чёрный ферзь · d7 чёрный конь · f7 чёрная пешка · a6 чёрная пешка · e6 чёрная пешка · a5 белая пешка · b5 чёрная пешка · d5 чёрная пешка · e5 белая пешка · h5 чёрная пешка · b4 белая пешка · c4 чёрная пешка · f4 белый слон · g4 чёрная ладья · h4 чёрная пешка · c3 белая пешка · e3 белая пешка · d2 белый ферзь · e2 белый слон · f2 белая пешка · g2 белая пешка · h2 белый конь · d1 белая ладья · g1 белая ладья · h1 белый король | c8 чёрный король · f8 чёрный слон · g8 чёрная ладья · b7 чёрный слон · c7 чёрный ферзь · d7 чёрный конь · f7 чёрная пешка · a6 чёрная пешка · e6 чёрная пешка · a5 белая пешка · b5 чёрная пешка · d5 чёрная пешка · e5 белая пешка · h5 чёрная пешка · b4 белая пешка · c4 чёрная пешка · f4 белый слон · g4 чёрная ладья · h4 чёрная пешка · c3 белая пешка · e3 белая пешка · d2 белый ферзь · e2 белый слон · f2 белая пешка · g2 белая пешка · h2 белый конь · d1 белая ладья · g1 белая ладья · h1 белый король | c8 чёрный король · f8 чёрный слон · g8 чёрная ладья · b7 чёрный слон · c7 чёрный ферзь · d7 чёрный конь · f7 чёрная пешка · a6 чёрная пешка · e6 чёрная пешка · a5 белая пешка · b5 чёрная пешка · d5 чёрная пешка · e5 белая пешка · h5 чёрная пешка · b4 белая пешка · c4 чёрная пешка · f4 белый слон · g4 чёрная ладья · h4 чёрная пешка · c3 белая пешка · e3 белая пешка · d2 белый ферзь · e2 белый слон · f2 белая пешка · g2 белая пешка · h2 белый конь · d1 белая ладья · g1 белая ладья · h1 белый король | c8 чёрный король · f8 чёрный слон · g8 чёрная ладья · b7 чёрный слон · c7 чёрный ферзь · d7 чёрный конь · f7 чёрная пешка · a6 чёрная пешка · e6 чёрная пешка · a5 белая пешка · b5 чёрная пешка · d5 чёрная пешка · e5 белая пешка · h5 чёрная пешка · b4 белая пешка · c4 чёрная пешка · f4 белый слон · g4 чёрная ладья · h4 чёрная пешка · c3 белая пешка · e3 белая пешка · d2 белый ферзь · e2 белый слон · f2 белая пешка · g2 белая пешка · h2 белый конь · d1 белая ладья · g1 белая ладья · h1 белый король | c8 чёрный король · f8 чёрный слон · g8 чёрная ладья · b7 чёрный слон · c7 чёрный ферзь · d7 чёрный конь · f7 чёрная пешка · a6 чёрная пешка · e6 чёрная пешка · a5 белая пешка · b5 чёрная пешка · d5 чёрная пешка · e5 белая пешка · h5 чёрная пешка · b4 белая пешка · c4 чёрная пешка · f4 белый слон · g4 чёрная ладья · h4 чёрная пешка · c3 белая пешка · e3 белая пешка · d2 белый ферзь · e2 белый слон · f2 белая пешка · g2 белая пешка · h2 белый конь · d1 белая ладья · g1 белая ладья · h1 белый король | c8 чёрный король · f8 чёрный слон · g8 чёрная ладья · b7 чёрный слон · c7 чёрный ферзь · d7 чёрный конь · f7 чёрная пешка · a6 чёрная пешка · e6 чёрная пешка · a5 белая пешка · b5 чёрная пешка · d5 чёрная пешка · e5 белая пешка · h5 чёрная пешка · b4 белая пешка · c4 чёрная пешка · f4 белый слон · g4 чёрная ладья · h4 чёрная пешка · c3 белая пешка · e3 белая пешка · d2 белый ферзь · e2 белый слон · f2 белая пешка · g2 белая пешка · h2 белый конь · d1 белая ладья · g1 белая ладья · h1 белый король | c8 чёрный король · f8 чёрный слон · g8 чёрная ладья · b7 чёрный слон · c7 чёрный ферзь · d7 чёрный конь · f7 чёрная пешка · a6 чёрная пешка · e6 чёрная пешка · a5 белая пешка · b5 чёрная пешка · d5 чёрная пешка · e5 белая пешка · h5 чёрная пешка · b4 белая пешка · c4 чёрная пешка · f4 белый слон · g4 чёрная ладья · h4 чёрная пешка · c3 белая пешка · e3 белая пешка · d2 белый ферзь · e2 белый слон · f2 белая пешка · g2 белая пешка · h2 белый конь · d1 белая ладья · g1 белая ладья · h1 белый король | 3 |
| 2 | c8 чёрный король · f8 чёрный слон · g8 чёрная ладья · b7 чёрный слон · c7 чёрный ферзь · d7 чёрный конь · f7 чёрная пешка · a6 чёрная пешка · e6 чёрная пешка · a5 белая пешка · b5 чёрная пешка · d5 чёрная пешка · e5 белая пешка · h5 чёрная пешка · b4 белая пешка · c4 чёрная пешка · f4 белый слон · g4 чёрная ладья · h4 чёрная пешка · c3 белая пешка · e3 белая пешка · d2 белый ферзь · e2 белый слон · f2 белая пешка · g2 белая пешка · h2 белый конь · d1 белая ладья · g1 белая ладья · h1 белый король | c8 чёрный король · f8 чёрный слон · g8 чёрная ладья · b7 чёрный слон · c7 чёрный ферзь · d7 чёрный конь · f7 чёрная пешка · a6 чёрная пешка · e6 чёрная пешка · a5 белая пешка · b5 чёрная пешка · d5 чёрная пешка · e5 белая пешка · h5 чёрная пешка · b4 белая пешка · c4 чёрная пешка · f4 белый слон · g4 чёрная ладья · h4 чёрная пешка · c3 белая пешка · e3 белая пешка · d2 белый ферзь · e2 белый слон · f2 белая пешка · g2 белая пешка · h2 белый конь · d1 белая ладья · g1 белая ладья · h1 белый король | c8 чёрный король · f8 чёрный слон · g8 чёрная ладья · b7 чёрный слон · c7 чёрный ферзь · d7 чёрный конь · f7 чёрная пешка · a6 чёрная пешка · e6 чёрная пешка · a5 белая пешка · b5 чёрная пешка · d5 чёрная пешка · e5 белая пешка · h5 чёрная пешка · b4 белая пешка · c4 чёрная пешка · f4 белый слон · g4 чёрная ладья · h4 чёрная пешка · c3 белая пешка · e3 белая пешка · d2 белый ферзь · e2 белый слон · f2 белая пешка · g2 белая пешка · h2 белый конь · d1 белая ладья · g1 белая ладья · h1 белый король | c8 чёрный король · f8 чёрный слон · g8 чёрная ладья · b7 чёрный слон · c7 чёрный ферзь · d7 чёрный конь · f7 чёрная пешка · a6 чёрная пешка · e6 чёрная пешка · a5 белая пешка · b5 чёрная пешка · d5 чёрная пешка · e5 белая пешка · h5 чёрная пешка · b4 белая пешка · c4 чёрная пешка · f4 белый слон · g4 чёрная ладья · h4 чёрная пешка · c3 белая пешка · e3 белая пешка · d2 белый ферзь · e2 белый слон · f2 белая пешка · g2 белая пешка · h2 белый конь · d1 белая ладья · g1 белая ладья · h1 белый король | c8 чёрный король · f8 чёрный слон · g8 чёрная ладья · b7 чёрный слон · c7 чёрный ферзь · d7 чёрный конь · f7 чёрная пешка · a6 чёрная пешка · e6 чёрная пешка · a5 белая пешка · b5 чёрная пешка · d5 чёрная пешка · e5 белая пешка · h5 чёрная пешка · b4 белая пешка · c4 чёрная пешка · f4 белый слон · g4 чёрная ладья · h4 чёрная пешка · c3 белая пешка · e3 белая пешка · d2 белый ферзь · e2 белый слон · f2 белая пешка · g2 белая пешка · h2 белый конь · d1 белая ладья · g1 белая ладья · h1 белый король | c8 чёрный король · f8 чёрный слон · g8 чёрная ладья · b7 чёрный слон · c7 чёрный ферзь · d7 чёрный конь · f7 чёрная пешка · a6 чёрная пешка · e6 чёрная пешка · a5 белая пешка · b5 чёрная пешка · d5 чёрная пешка · e5 белая пешка · h5 чёрная пешка · b4 белая пешка · c4 чёрная пешка · f4 белый слон · g4 чёрная ладья · h4 чёрная пешка · c3 белая пешка · e3 белая пешка · d2 белый ферзь · e2 белый слон · f2 белая пешка · g2 белая пешка · h2 белый конь · d1 белая ладья · g1 белая ладья · h1 белый король | c8 чёрный король · f8 чёрный слон · g8 чёрная ладья · b7 чёрный слон · c7 чёрный ферзь · d7 чёрный конь · f7 чёрная пешка · a6 чёрная пешка · e6 чёрная пешка · a5 белая пешка · b5 чёрная пешка · d5 чёрная пешка · e5 белая пешка · h5 чёрная пешка · b4 белая пешка · c4 чёрная пешка · f4 белый слон · g4 чёрная ладья · h4 чёрная пешка · c3 белая пешка · e3 белая пешка · d2 белый ферзь · e2 белый слон · f2 белая пешка · g2 белая пешка · h2 белый конь · d1 белая ладья · g1 белая ладья · h1 белый король | c8 чёрный король · f8 чёрный слон · g8 чёрная ладья · b7 чёрный слон · c7 чёрный ферзь · d7 чёрный конь · f7 чёрная пешка · a6 чёрная пешка · e6 чёрная пешка · a5 белая пешка · b5 чёрная пешка · d5 чёрная пешка · e5 белая пешка · h5 чёрная пешка · b4 белая пешка · c4 чёрная пешка · f4 белый слон · g4 чёрная ладья · h4 чёрная пешка · c3 белая пешка · e3 белая пешка · d2 белый ферзь · e2 белый слон · f2 белая пешка · g2 белая пешка · h2 белый конь · d1 белая ладья · g1 белая ладья · h1 белый король | 2 |
| 1 | c8 чёрный король · f8 чёрный слон · g8 чёрная ладья · b7 чёрный слон · c7 чёрный ферзь · d7 чёрный конь · f7 чёрная пешка · a6 чёрная пешка · e6 чёрная пешка · a5 белая пешка · b5 чёрная пешка · d5 чёрная пешка · e5 белая пешка · h5 чёрная пешка · b4 белая пешка · c4 чёрная пешка · f4 белый слон · g4 чёрная ладья · h4 чёрная пешка · c3 белая пешка · e3 белая пешка · d2 белый ферзь · e2 белый слон · f2 белая пешка · g2 белая пешка · h2 белый конь · d1 белая ладья · g1 белая ладья · h1 белый король | c8 чёрный король · f8 чёрный слон · g8 чёрная ладья · b7 чёрный слон · c7 чёрный ферзь · d7 чёрный конь · f7 чёрная пешка · a6 чёрная пешка · e6 чёрная пешка · a5 белая пешка · b5 чёрная пешка · d5 чёрная пешка · e5 белая пешка · h5 чёрная пешка · b4 белая пешка · c4 чёрная пешка · f4 белый слон · g4 чёрная ладья · h4 чёрная пешка · c3 белая пешка · e3 белая пешка · d2 белый ферзь · e2 белый слон · f2 белая пешка · g2 белая пешка · h2 белый конь · d1 белая ладья · g1 белая ладья · h1 белый король | c8 чёрный король · f8 чёрный слон · g8 чёрная ладья · b7 чёрный слон · c7 чёрный ферзь · d7 чёрный конь · f7 чёрная пешка · a6 чёрная пешка · e6 чёрная пешка · a5 белая пешка · b5 чёрная пешка · d5 чёрная пешка · e5 белая пешка · h5 чёрная пешка · b4 белая пешка · c4 чёрная пешка · f4 белый слон · g4 чёрная ладья · h4 чёрная пешка · c3 белая пешка · e3 белая пешка · d2 белый ферзь · e2 белый слон · f2 белая пешка · g2 белая пешка · h2 белый конь · d1 белая ладья · g1 белая ладья · h1 белый король | c8 чёрный король · f8 чёрный слон · g8 чёрная ладья · b7 чёрный слон · c7 чёрный ферзь · d7 чёрный конь · f7 чёрная пешка · a6 чёрная пешка · e6 чёрная пешка · a5 белая пешка · b5 чёрная пешка · d5 чёрная пешка · e5 белая пешка · h5 чёрная пешка · b4 белая пешка · c4 чёрная пешка · f4 белый слон · g4 чёрная ладья · h4 чёрная пешка · c3 белая пешка · e3 белая пешка · d2 белый ферзь · e2 белый слон · f2 белая пешка · g2 белая пешка · h2 белый конь · d1 белая ладья · g1 белая ладья · h1 белый король | c8 чёрный король · f8 чёрный слон · g8 чёрная ладья · b7 чёрный слон · c7 чёрный ферзь · d7 чёрный конь · f7 чёрная пешка · a6 чёрная пешка · e6 чёрная пешка · a5 белая пешка · b5 чёрная пешка · d5 чёрная пешка · e5 белая пешка · h5 чёрная пешка · b4 белая пешка · c4 чёрная пешка · f4 белый слон · g4 чёрная ладья · h4 чёрная пешка · c3 белая пешка · e3 белая пешка · d2 белый ферзь · e2 белый слон · f2 белая пешка · g2 белая пешка · h2 белый конь · d1 белая ладья · g1 белая ладья · h1 белый король | c8 чёрный король · f8 чёрный слон · g8 чёрная ладья · b7 чёрный слон · c7 чёрный ферзь · d7 чёрный конь · f7 чёрная пешка · a6 чёрная пешка · e6 чёрная пешка · a5 белая пешка · b5 чёрная пешка · d5 чёрная пешка · e5 белая пешка · h5 чёрная пешка · b4 белая пешка · c4 чёрная пешка · f4 белый слон · g4 чёрная ладья · h4 чёрная пешка · c3 белая пешка · e3 белая пешка · d2 белый ферзь · e2 белый слон · f2 белая пешка · g2 белая пешка · h2 белый конь · d1 белая ладья · g1 белая ладья · h1 белый король | c8 чёрный король · f8 чёрный слон · g8 чёрная ладья · b7 чёрный слон · c7 чёрный ферзь · d7 чёрный конь · f7 чёрная пешка · a6 чёрная пешка · e6 чёрная пешка · a5 белая пешка · b5 чёрная пешка · d5 чёрная пешка · e5 белая пешка · h5 чёрная пешка · b4 белая пешка · c4 чёрная пешка · f4 белый слон · g4 чёрная ладья · h4 чёрная пешка · c3 белая пешка · e3 белая пешка · d2 белый ферзь · e2 белый слон · f2 белая пешка · g2 белая пешка · h2 белый конь · d1 белая ладья · g1 белая ладья · h1 белый король | c8 чёрный король · f8 чёрный слон · g8 чёрная ладья · b7 чёрный слон · c7 чёрный ферзь · d7 чёрный конь · f7 чёрная пешка · a6 чёрная пешка · e6 чёрная пешка · a5 белая пешка · b5 чёрная пешка · d5 чёрная пешка · e5 белая пешка · h5 чёрная пешка · b4 белая пешка · c4 чёрная пешка · f4 белый слон · g4 чёрная ладья · h4 чёрная пешка · c3 белая пешка · e3 белая пешка · d2 белый ферзь · e2 белый слон · f2 белая пешка · g2 белая пешка · h2 белый конь · d1 белая ладья · g1 белая ладья · h1 белый король | 1 |
|   | a | b | c | d | e | f | g | h |   |

1. d4 Кf6 2. Кf3 e6 3. Сg5 d5 4. Кbd2 Сe7 5. e3 Кbd7 6. Сd3 c5 7. c3 b6 8. O-O Сb7 9. Кe5 К:e5 10. de Кd7 11. Сf4 Фc7 12. Кf3 h6 13. b4 g5 14. Сg3 h5 15. h4 gh 16. Сf4 O-O-O 17. a4 c4 18. Сe2 a6 19. Крh1 Лdg8 20. Лg1 Лg4 21. Фd2 Лhg8 22. a5 b5 23. Лad1 Сf8 24. Кh2 (см. диаграмму)
24 …К:e5 25. К:g4 hg 26. e4 Сd6 27. Фe3 Кd7 28. С:d6 Ф:d6 29. Лd4 e5 30. Лd2 f5 31. ed f4 32. Фe4 Кf6 33. Фf5+ Крb8 34. f3 Сc8 35. Фb1 g3 36. Лe1 h3 37. Сf1 Лh8 38. gh С:h3 39. Крg1 С:f1 40. Кр:f1 e4 41. Фd1 Кg4 42. fg f3 43. Лg2 fg+, 0 : 1